# Nadya Suleman
Nadya Denise Doud-Suleman Gutierrez, född Natalie Denise Suleman, den 11 juli 1975, känd i media som Octomom, är en amerikansk kvinna som blev känd över hela världen då hon i januari 2009 födde åttlingar och därmed blev ensamstående arbetslös mamma till fjorton barn.

## 14 barn
Suleman började med IVF-behandlingar 1997 och fick sex barn som är födda mellan 2001 och 2006.
År 2008 planterade hon in sex ägg, varav två av dem delade sig och Suleman blev gravid med åttlingar som föddes den 26 januari 2009. 
Alla fjorton barn har samma far, en ännu okänd vän som agerade spermadonator till Suleman.